# Rubus trinovantium
Rubus trinovantium är en rosväxtart som beskrevs av A.L.Bull. Rubus trinovantium ingår i släktet rubusar, och familjen rosväxter. Inga underarter finns listade i Catalogue of Life.